# Clavier
Clavier (wa. Clavir) – miejscowość i gmina (commune) w Belgii, w Regionie Walońskim, w prowincji Liège, w okręgu Huy. 1 stycznia 2024 roku liczyła 4946 mieszkańców.

## Podział administracyjny
W skład gminy wchodzi pięć dzielnic (section):
- Bois-et-Borsu
- Les Avins
- Ocquier
- Pailhe
- Terwagne